# Liste von Walrossbrunnen
In dieser Liste sind Walrossbrunnen aufgeführt, also Brunnen im öffentlichen Raum, die das Walross zum Thema haben.

## Deutschland
| Bezeichnung                                | Bild           | Standort                                                       | Bundesland | Künstler                                                         | Errichtung Einweihung | Weitere Informationen                              |
| ------------------------------------------ | -------------- | -------------------------------------------------------------- | ---------- | ---------------------------------------------------------------- | --------------------- | -------------------------------------------------- |
| Walrossbrunnen (Berlin)                    | weitere Bilder | Berlin-Prenzlauer Berg, auf dem Falkplatz (Lage)               | Berlin     | Stephan Horota                                                   | 1991                  | Liste der Brunnenanlagen im Berliner Bezirk Pankow |
| Walrossbrunnen (Hamburg) („Antje-Brunnen“) | weitere Bilder | Hamburg-Poppenbüttel, vor dem Alstertal-Einkaufszentrum (Lage) | Hamburg    | Friedrich-Josef Müller (1932–2008; genannt Frijo Müller-Belecke) | 1991                  | Bronzeskulptur                                     |

## Weitere
| Bezeichnung           | Bild           | Standort                                      | Staat                  | Künstler | Errichtung Einweihung | Weitere Informationen |
| --------------------- | -------------- | --------------------------------------------- | ---------------------- | -------- | --------------------- | --------------------- |
| Brunnen (Love Street) | weitere Bilder | Paisley, Fountain Gardens (Schottland) (Lage) | Vereinigtes Königreich |          |                       |                       |